# Kanklės

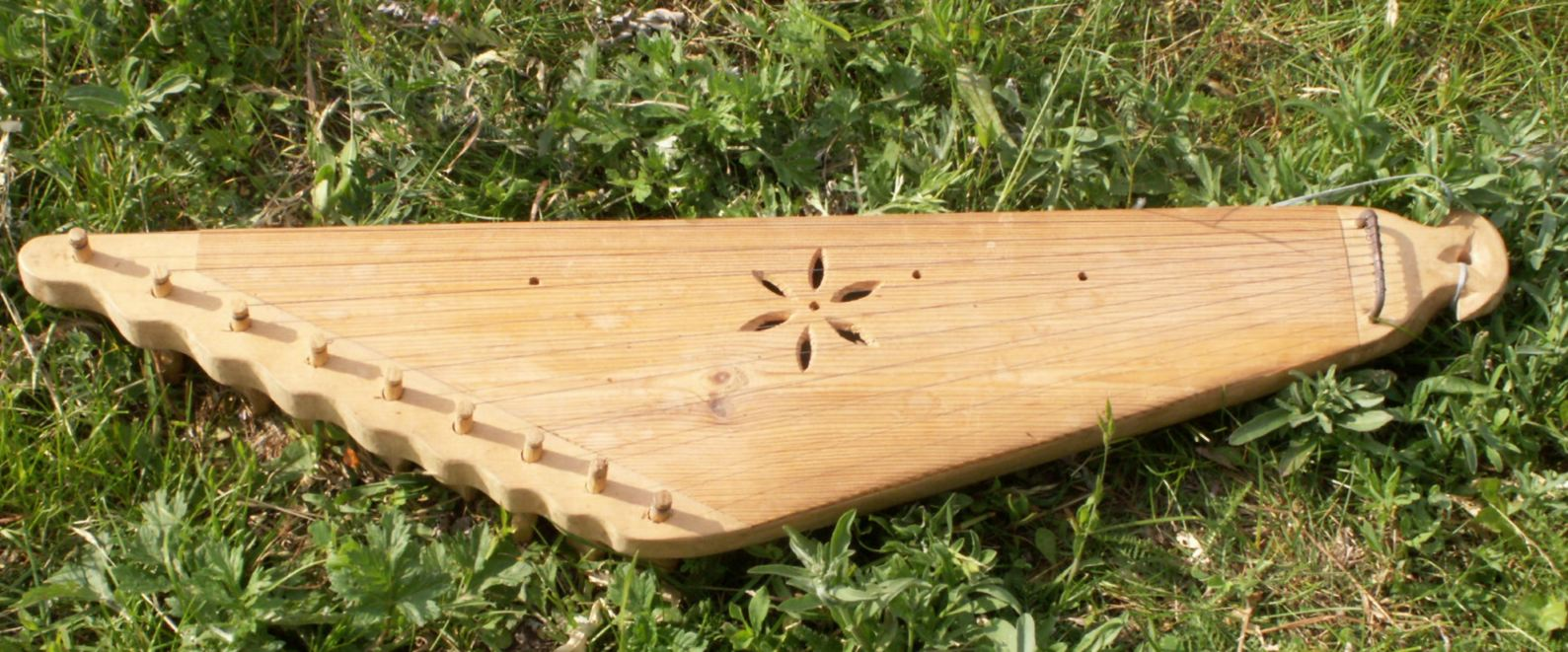

Kanklės est le nom d'un instrument à cordes pincées traditionnel lituanien.

## Étymologie
Selon le linguiste finlandais Eino Nieminen, le nom de l'instrument, ainsi que la plupart des instruments voisins (letton kokles, finlandais kantele, estonien kannel et livonien kāndla), vient peut-être d'une forme proto-baltique *kantlīs/*kantlēs qui signifie à l'origine "l'arbre chantant'', dérivant finalement de la racine proto-européenne *qan- – "chanter, son". Cependant, l'ethnologue lituanien Romualdas Apanavičius croit que l'étymologie possible de la forme originale hypothétique pourrait être liée à la racine proto-européenne *gan(dh)- qui signifie " un navire; haft (d'une épée)' la reliant également au nom russe gusli,.

## Construction

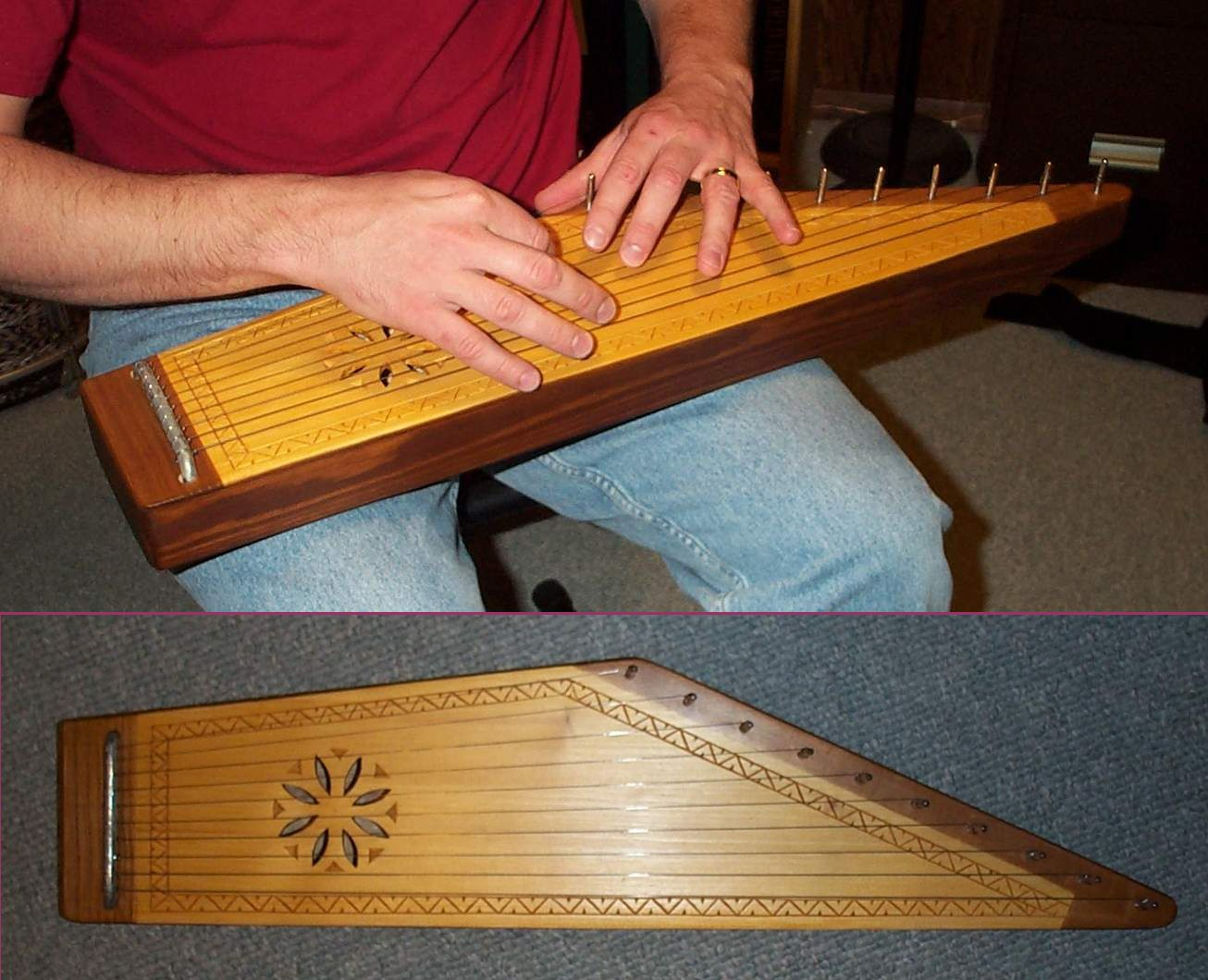
Kanklės du style régional samogitien.

L'instrument varie non seulement entre les variantes régionales et individuelles, il y a quelques caractéristiques communes dans leur construction. Le corps du kanklės est constitué d'une pièce trapézoïdale de tilleul, frêne, chêne, érable ou d'aulne noir, évidées pour faire une cavité. Une mince feuille de bois tendre (généralement de l'épicéa) est utilisé pour faire une caisse de résonance, qui couvre le corps. Les trous sonores, qui prennent traditionnellement la forme d'une fleur ou d'une étoile stylisée, sont découpés dans la table d'harmonie, ce qui permet au son de se propager vers l'extérieur.
Sur le côté le plus étroit du corps, une barre métallique est attachée à laquelle sont ancrées les cordes en fil de fer ou en catgut. Les extrémités opposées des cordes sont attachées à une rangée de chevilles d'accordage insérées dans des trous du côté opposé du corps.
L'instrument est généralement posé sur les genoux du joueur et joué avec les doigts ou avec un pic en os ou une plume d'ossature ou une plume d'oiseau.

## Types

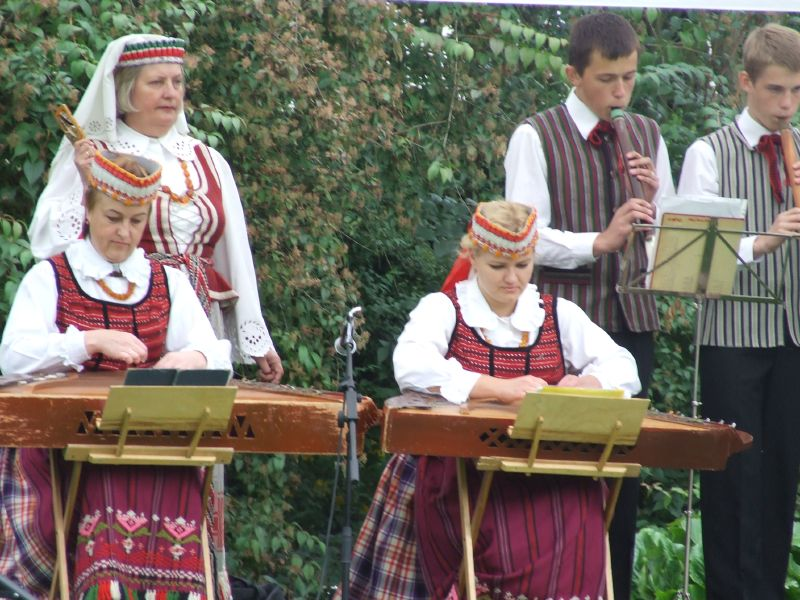
Kanklės de concert utilisés par une troupe de danse traditionnelle lituanienne "Rasa" avec birbynė

Apanavičius classe les kanklės en trois types traditionnels de base, bien qu'il y ait des variations à l'intérieur de chaque type et un certain chevauchement des zones. Chaque type a sa propre technique de jeu.
- Kanklės du nord-est de Aukštaitians : la forme la plus simple et la plus ancienne. Sculpté d'une seule pièce de bois en forme de bateau ou de cercueil.
- Kanklės de l'ouest Aukštaitians et Samogitians : un peu plus grand que celles du nord-est d'Aukštaitija, avec généralement entre huit et douze cordes. Ils ont un fond plat et, dans certains cas, l'extrémité la plus courte est sculptée avec la figure stylisée de la queue d'un oiseau ou d'un poisson.
- Kanklės du nord-ouest de Samogitians et Suvalkians : généralement le type le plus décoré, les kanklės utilisés en concert sont le plus souvent basés sur ce type. La caractéristique distincte  la plus importante est l'ajout d'une figure en spirale sculptée à la pointe du corps de l'instrument et parfois, l'arrondi de l'extrémité étroite du corps. Typiquement, ces instruments ont entre neuf et treize cordes.